# イヴァン・マルチュク
イヴァン・ステパノヴィチ・マルチュク（ウクライナ語: Іван Степанович Марчук、Ivan Stepanovych Marchuk、1936年5月12日 - ） は、ウクライナの画家であり、現代ウクライナ美術の巨匠の一人。独自の技法「プリョンタニズム」（ウクライナ語: пльонтанізм）の創始者。ウクライナ人民芸術家、シェフチェンコ・ウクライナ国家賞受賞者。テルノーピリ市、キーウ市、カネフ市の名誉市民。ウクライナ国立芸術アカデミー名誉会員（2024年）。

## 概要
マルチュクは、ソビエト連邦時代にはその独自の作風から公式には認められず、長年アンダーグラウンドでの活動を余儀なくされたが、ウクライナ独立後にその才能が広く国内外で評価されるようになった。
2006年、ローマの国際現代美術アカデミーはマルチュクを「ゴールデン・ギルド」に迎え入れ、アカデミーの科学評議会の名誉会員に選出した。
2007年10月、英国の新聞「デイリー・テレグラフ」が発表した「存命する世界の天才100人」リストで第72位に選ばれた。
2024年6月8日、マルチュクの絵画「月はドニプロの上に昇った」（ウクライナ語: Зійшов місяць на Дніпром）がキーウのオークション「Goldens」で25万米ドルで落札された。一部報道では30万米ドルとも伝えられ、現代ウクライナの芸術家作品としては記録的な価格となった。

## 生い立ち
マルチュクは、テルノーピリ州クレメネツキー地区モスカリウカ村（当時はポーランド第二共和国ヴォルィーニ県）の織物職人の家庭に生まれた。7年制学校を卒業後、1951年から1956年までリヴィウ応用美術専門学校（現 イヴァン・トルシュ記念リヴィウ国立装飾応用美術専門学校）の装飾画科で学んだ（指導教官はカルロ・ズヴィリンシキー、オレクサ・シャトキウシキー、N. スカチョヴァ）。兵役の後、リヴィウ応用装飾美術大学（現 リヴィウ国立美術アカデミー）の陶芸科で学び、1965年に卒業した（指導教官はロマン・セルシキー、ダヌィーло・ドヴボシンシキー）。
1959年から約10年間、マルチュクは指導教官であったカルロ・ズヴィリンシキーが設立した非公式の芸術学校に参加した。この学校では、世界の文化やウクライナ史の中でソ連政府によって隠蔽されていた事柄について学んだ。また、世界の文学、音楽、宗教も研究対象であった。
1965年から1968年にかけて、ウクライナ国立科学アカデミーの超硬材料研究所（ウクライナ語: Інститут надтвердих матеріалів НАН України）で働き、1968年から1984年にかけては、キーウの記念碑的装飾美術コンビナート（ウクライナ語: Київський комбінат монументально-декоративного мистецтва）で働いた。生産ノルマをこなしつつ、自身の関心のあるテーマで作品を制作した。
ソビエト体制下での活動の制約と、ソ連国家保安委員会（KGB）による絶え間ない迫害は、マルチュクにソ連からの亡命願望を抱かせた。1989年から2001年にかけて、オーストラリア、カナダ、アメリカ合衆国に滞在した。1990年、マルチュクはウクライナを訪れ、キーウの国立ウクライナ美術博物館（現 ウクライナ国立美術館）で初の公式展覧会が開催された。
2022年のロシアによるウクライナ大規模侵攻開始前は、キーウで生活し、創作活動を行っていた。

## ウィーン時代
2022年のロシアによるウクライナ大規模侵攻後、マルチュクはオーストリアのウィーンへ避難を余儀なくされた。2022年から2025年初頭にかけてウィーンで約200点の作品を制作し、同地では彼の作品の大規模な展覧会も複数開催された。2025年5月2日には、ウィーンで「真実を教えて」（ウクライナ語: Скажи мені правду）と題した展覧会が開幕し、450点以上の絵画が展示された。また、国際児童画コンクール「イヴァン・マルチュクの道」（ウクライナ語: Шляхами Івана Марчука）も開始された。
2025年初頭には、マルチュクの作品を保存、研究、普及させ、美術館を設立することを目的としたイヴァン・マルチュク慈善財団（ウクライナ語: благодійну фундацію Івана Марчука）が設立された。
2025年2月10日、在バチカンウクライナ大使館の後援により、ローマのカンチェッレリーア宮殿で個展「叙事詩的現実」（ウクライナ語: Епічна реальність）が開催された。同年2月12日には、マルチュクはローマ教皇フランシスコと個人謁見を果たした。

## 80歳の記念
イヴァン・マルチュクの生誕80周年を記念して、ウクライナ郵政公社は彼の絵画「真実を教えて」をデザインした郵便封筒と切手を発行した。2016年5月12日、マルチュク本人の立ち会いのもと、キーウ中央郵便局で記念切手の消印式が行われた。

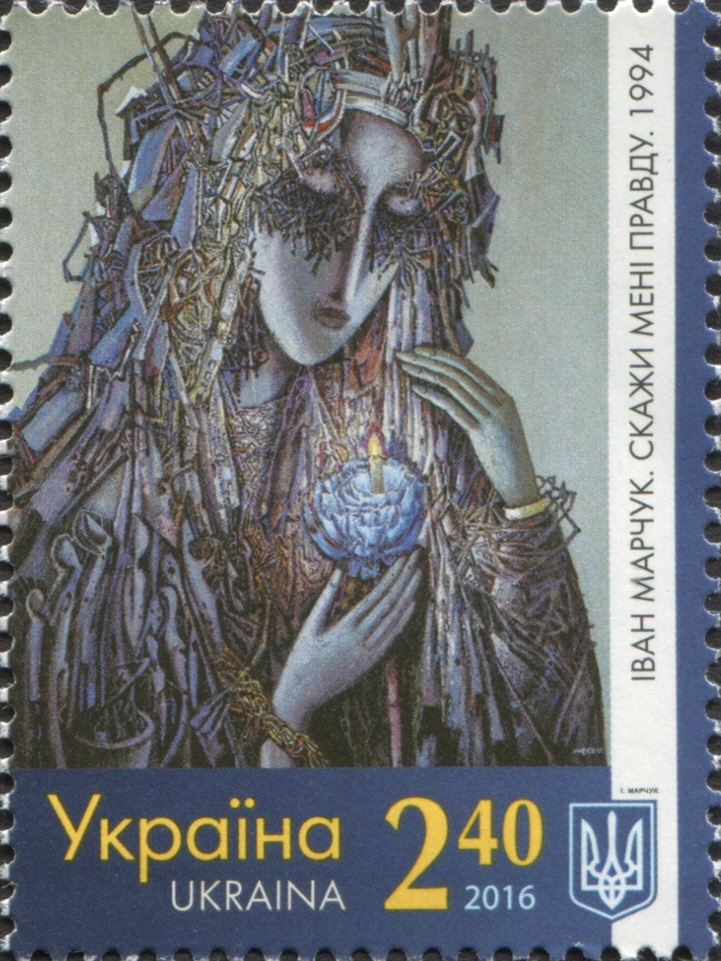
マルチュクの作品「真実を教えて」が描かれた2016年のウクライナの切手

## 創作

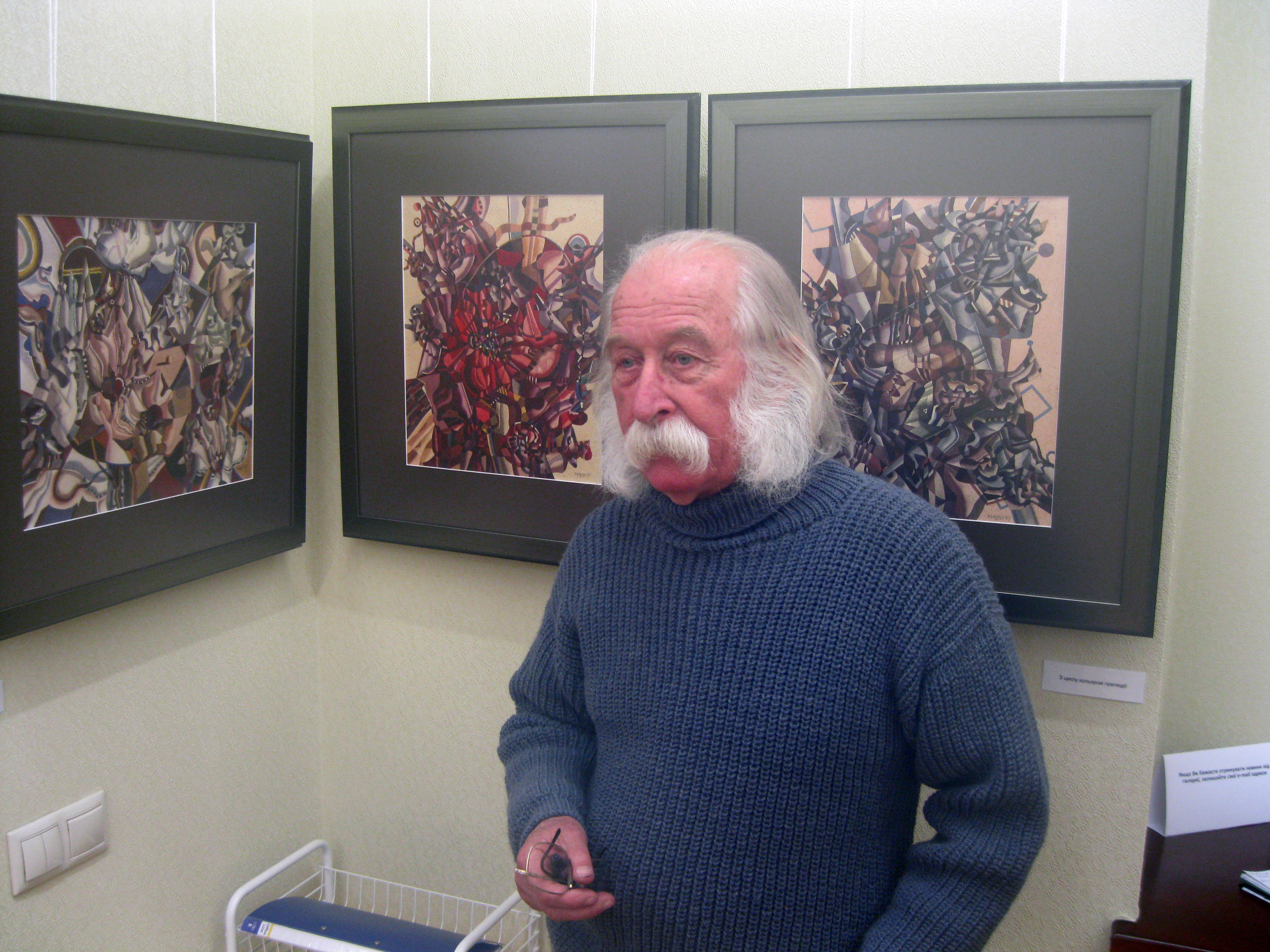
自身の作品展にて、イヴァン・マルチュク（2012年1月）

マルチュクの作品数は約5000点にのぼる。これまでに150回以上の個展と約50回のグループ展を開催してきた。彼のアトリエはキーウ中心部のイェヴヘナ・チカレンカ通りにある。
1965年、彼は社会主義リアリズムの枠にはまらない独自の芸術スタイルを見出したが、そのため長期間にわたり作品を公式に発表することができず、アンダーグラウンドでの活動を余儀なくされた。このことで、彼はKGBの圧迫と迫害を受けた。
ソビエト体制下で生計を立てるため、マルチュクはソビエトの雑誌『ウクライナ』、『ヴィトチズナ (雑誌)』、『キーウ』などに簡単なイラストを描いていた。約10分で描けるイラスト1枚に対し、約30カルボーヴァネツィが支払われたという。
1988年まで、ソビエト連邦芸術家同盟はマルチュクの作品を公式には認めていなかったが、それ以前にも旧ソ連の各都市で15回以上の展覧会が開催されていた（最初の展覧会は1979年と1980年にモスクワで開催）。
1979年、彼の作品は、若いウクライナ系ディアスポラの代表者たちによって組織された初のウクライナ人ノンコンフォーミスト芸術家展に出品され、パリ（フランス）、ミュンヘン（ドイツ）、ニューヨーク（アメリカ）、ロンドン（イギリス）を巡回した。この展覧会で、マルチュクの絵画の独特なスタイルは、著名な美術評論家でありパブロ・ピカソの個人伝記作家でもあったローランド・ペンローズの注目を集めた。
1988年になってようやく、マルチュクはウクライナ全国芸術家連盟の会員として認められた。
1960年代半ばに始まった自己の世界観の表現方法は、マルチュクの創作活動全体を貫く多 様式・多主題の連作「わが魂の声」（ウクライナ語: Голос моєї Душі）に結実し、その後も新たな主要な連作へと発展し続けている。作風、技法、色彩、主題によって、彼の作品は以下の連作に分類される：「わが魂の声」、「風景」（ウクライナ語: Пейзаж）、「開花」（ウクライナ語: Цвітіння）、「色彩の前奏曲」（ウクライナ語: Кольорові прелюдії）、「肖像」（ウクライナ語: Портрет）、「新たな表現」（ウクライナ語: Нові експресії）、「静物」（ウクライナ語: Натюрморт）、「白い惑星 I」（ウクライナ語: Біла планета І）、「白い惑星 II」（ウクライナ語: Біла планета II）、「岸辺を離れる夢」（ウクライナ語: Виходять мрії з берегів）、「無限へのまなざし」（ウクライナ語: Погляд у Безмежність）。連作「わが魂の声」の中の完成されたシリーズとして、42点の絵画からなる「シェフチェンキアーна」（ウクライナ語: Шевченкіана、1982年–1984年）があり、これにより彼は1997年にシェフチェンコ・ウクライナ国家賞を受賞した。
マルチュクの作品は、原始主義（明確な元型的特徴を持つ）からリアリズム、ハイパーリアリズム、抽象主義、抽象表現主義、シュルレアリスム、そして抽象的シュルレアリスムまで、驚くほど幅広い美術様式を網羅している。彼は、比率、リズム、色彩を巧みに操り、潜在意識のレベルで創造し、観る者の潜在意識に影響を与える。
今日、彼の絵画はヨーロッパ、アメリカ、オーストラリアの美術評論家を驚嘆させ、世界最高のギャラリーから出品のオファーが寄せられている。これは、過去のウクライナでの迫害とは対照的である。イヴァン・マルチュクの絵画は、世界各国の多くのコレクションに収蔵されている。
自身の創作の時期について、マルチュクは次のように語っている（2011年時点）。
かつては9つの創作期、「9人のマルチュク」がいたが、今日ではすでに12人になっている。そして、それぞれが何かしら驚きをもたらす。私はまず、自分自身を驚かせなければならない。何かが常に頭の中で巡っており、何か新しいことをしなければならないのだ。そして「10人目のマルチュク」は必ず現れるだろう。それは熟成中だ。

### 創作の時代区分
マルチュクは自身の創作活動を15の時期に分類している：「わが魂の声」、「開花」、「風景」、「肖像」、「色彩の前奏曲」、「シェフチェンキアーナ」、「静物」、「新たな表現」、「白い惑星1」、「白い惑星2」、「岸辺を離れる夢」、「無限へのまなざし」、「ウィーン狂詩曲」（ウクライナ語: Віденські рапсодії）、「シルエット」（ウクライナ語: Силуети）、「永遠の視点から」（ウクライナ語: З погляду Вічності）。各時期の作品は、スタイルや画法が異なる。彼は通常の筆致の代わりに、極細の色彩の糸をカンバスに重ねていく技法「フロンタニスム」を編み出し、それによって驚くべきレースのような質感と、信じられないほどの輝きと色彩のニュアンスを生み出している。

### 展覧会活動
マルチュクはウクライナ国内外で数多くの展覧会を開催している。主要なものとして以下が挙げられる。
- 1990年：ウクライナ国立美術館、キーウ
- 1999年：リール市庁舎ギャラリー、フランス
- 2005年：ウクライナ会館、キーウ
- 2006年：国立ロシア美術館（キーウ）
- 2011年：シェフチェンコ国立博物館、キーウ
- 2013年：ラジヴィウ宮殿（リトアニア美術館）、リトアニア
- 2013年：UVUギャラリー（ミュンヘン）、シャルロッテンブルク宮殿ギャラリー（ベルリン）、ドイツ
- 2015年：コルデガルдаギャラリー（ワルシャワ）、ツェントルムギャラリー（クラクフ）、ポーランド
- 2016年：ミステцький・アルセナール、キーウ
- 2016年：アンドレイ・シェプティツキー記念リヴィウ国立博物館
- 2016年：欧州議会、ブリュッセル
- 2017年：ベルフォートギャラリー（ブルージュ）、フランドル議会ギャラリー（ブリュッセル）、ベルギー
- 2017年：グラードギャラリー（ブラチスラヴァ）、技術博物館（コシツェ）、スロバキア
- 2017年：ムスタファ・アイアス現代美術館（アンカラ）、CerModernギャラリー（アンカラ）、考古学博物館（アンタルヤ）、トルコ
- 2017年：ヤクбスカーギャラリー（プラハ）、貴族宮殿（ブルノ）、チェコ
- 2017年：M17ギャラリー、キーウ
- 2017年：ミュンスタークラブギャラリー、ルクセンブルク
- 2017年：現代美術文化センター（BACC）（バンコク）、クイーンギャラリー、タイ
- 2017年：ハンガリー・ウクライナ人自治体ギャラリー、ブダペスト、ハンガリー
- 2017年：カルタゴギャラリー、チュニジア
- 2018年：Folkartギャラリー、イズミル、トルコ
- 2018年：クイーンギャラリー、アンマン、ヨルダン
- 2018年：TSUMアートスペース、キーウ
- 2018年：ドヴォラナギャラリー、ブラチスラヴァ、スロバキア
- 2018年：ヴィシニヴェツィ宮殿、テルノーピリ州
- 2018年：ニューミュンスター寺院文化センター、ルクセンブルク

2020年8月5日、マルチュクはリウネでの展覧会「啓示」（ウクライナ語: Одкровення）に、様々な時期に制作された37点の作品を出品した。ユーロアートギャラリーでは、人気の高い作品からあまり知られていない作品、風景画、肖像画、抽象画まで、ウクライナやアメリカで制作された彼の「フロンタニスム」の作品が展示された。

### 著名人の見解
オレス・ヴァシリオヴィチ・ドリチェンко（ウクライナ語: Доріченко Олесь Васильович）：
イヴァン・マルチュクは、ありふれた日常を舞台や劇場に変え、彼の絵画の中で存在の深遠な深みを示すことができる。しかし同時に、マルチュクは謎めいており、誰にも心の奥底を完全には明かさない。そして彼の創作そのものが、何か張り詰めた静寂、まるで大爆発の前の過渡期のようなものだ。それは偉大な神秘であり、単なる観照ではなく、逆巻くような激しい感情を呼び起こす。

## 栄誉と受賞

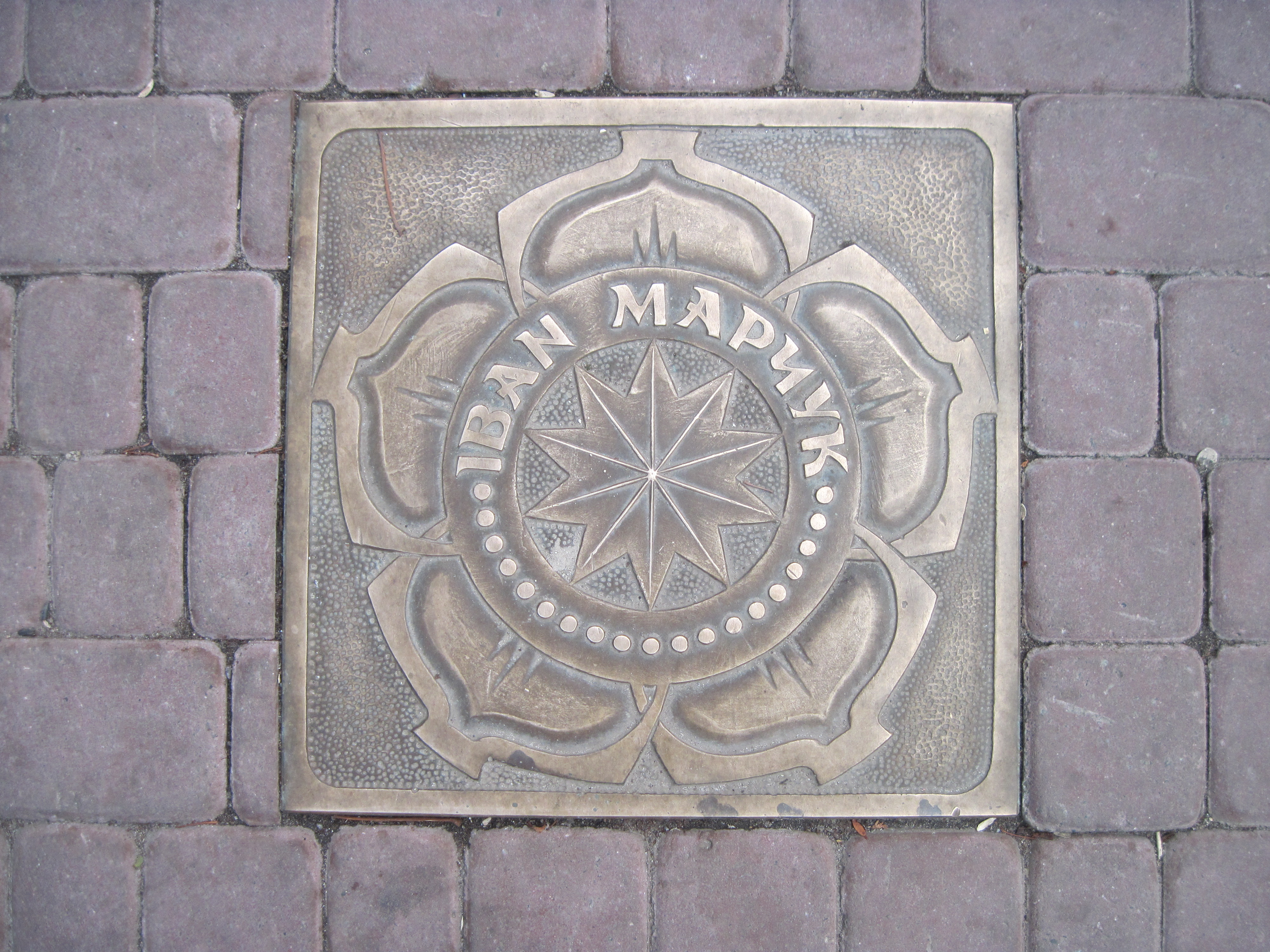
テルノーピリの「星の路地」にあるイヴァン・マルチュクの星（2013年秋）

マルチュクの国外での広範な評価は、彼が知らぬ間にソ連芸術家同盟に加入させられるという事態も引き起こした。
- ウクライナ自由勲章 （2016年6月25日） — ウクライナの国家建設、社会経済、科学技術、文化教育の発展への顕著な個人的貢献、重要な労働成果、および高い専門性に対して[25]
- ウクライナ人民芸術家 （2002年8月3日） — 国内の美術発展への多大な個人的貢献と、長年にわたる実りある創作活動に対して[26]
- ウクライナ名誉芸術家 （1996年9月14日） — 国民文化遺産の発展への多大な貢献と、高い専門性に対して[27]
- シェフチェンコ・ウクライナ国家賞 （1997年3月7日） — 連作「シェフチェンキアーナ」、「わが魂の声」に対して[28][29]
- ボフダン・レプキー及びレヴコ・レプキー兄弟記念全ウクライナ文学芸術賞（ウクライナ語版） （2009年） — 近年の優れた芸術作品、及び2004年から2009年にかけてテルノーピリ州を世界レベルで代表した功績に対して
- ウクライナの国家的伝説 (大統領賞) （2021年8月20日） — 独立ウクライナの確立とその国家性の強化への顕著な個人的功績、国民芸術・スポーツの発展への多大な貢献、長年にわたる実りある専門的活動に対して[30]
- キーウ名誉市民
- テルノーピリ名誉市民 （2008年）
- カネフ名誉市民 （2018年8月23日）[31]
- ラノヴェツカヤ都市共同体名誉市民（ウクライナ語版） （2021年5月26日）[32]
- テルノーピリ州「今年の人」（ウクライナ語版） （2006年、テルノーピリ州）[33]
- テルノーピリの「星の路地」に星を設置 （2011年）[34]
- キーウの「星の路地」に星を設置 （2020年）[35]

## 書籍
マルチュクの創作活動に関する書籍が複数出版されている。
- Іван Марчук (2004年、Атлант ЮЕмСі). 500ページに及ぶアルバムカタログで、マルチュクの創作の全段階を網羅している。この本の出版後、ギャラリー「トリプティフ」はウクライナ会館の4フロアを使ったマルチュク最大規模の展覧会を開催した（2005年）[36]。この展覧会に合わせて、1965年から2005年までの40年間の創作期を扱った別のアルバムも出版された[37]。
- Іван Марчук. Дорога додому (2008年、Атлант ЮЕмСі). シリーズ「絵画」の一冊[38]。
- Олександр Климчук. Я єсмь… (Іван Марчук) (2013年、Український письменник). 画家の人生と創作の道のりを最も詳細に記述し、関連文献を体系化した書籍[39]。
- Іван Марчук. Вчора, сьогодні… завжди (2014年、Фенікс). ウクライナ語と英語で出版されたカタログ。画家の創作活動研究家であり伝記作家でもあるタマラ・ストリプコの序文付き。2015年にポーランド語訳、2016年にドイツ語訳が追加され、3度再版された。2014年から2017年にかけてリトアニア、ドイツ、ポーランド、ベルギーで展示された作品を収録[40]。
- アッラ・ショリナ（ウクライナ語版）. Український геній Марчук: історії (2016年、COOP Media)[41]。約100点の作品を収録。個人コレクションやアトリエ所蔵の未公開作品も含む[42]。
- Іван Марчук. Картини-притчі (ранній період) (2017年、Фенікс). 初期の創作活動に関するカタログ兼研究書。ドイツの美術評論家オレナ・バルンと、ウクライナの研究家タマラ・ストリプコによる序文[43]。
- Відлуння мрій (2018年、Folkart Gallery、トルコ). 300点の図版と共にウクライナ語、英語、トルコ語で出版（340ページ）[44]。

## マルチュク美術館
2005年、当時のウクライナ大統領ヴィクトル・ユシチェンコは、キーウのアンドリーイフスキー坂にマルチュクの作品を展示する美術館を建設すると約束し、予定地に記念カプセルも設置されたが、美術館の建設は実現していない。
マルチュクにとって最初の美術館は、2010年に彼の故郷であるテルノーピリ州モスカリブカ, クレメネツキー地区に、地元住民らによって設立され、マルチュク本人も開館式に出席した。
2021年6月11日、ウクライナ大統領ウォロディミル・ゼレンスキーは、「イヴァン・マルチュク現代美術館・文化センターの創設に関する大統領令」に署名した。
2022年5月10日、ゼレンスキー大統領は、イヴァン・マルチュク現代美術館・文化センターの創設に関する法令に署名した。このセンターは、キーウ市ヴォロディミル・ヴィンニチェンコ通り10番地の建物（1992年から2012年までアメリカ合衆国大使館として使用されていた）に設置される予定である。

## マルチュク賞
2016年5月31日、テルノーピリ州議会第6期第3回会議は、2016年より、テルノーピリ州の7歳から15歳までの才能ある子供たちを対象とした、美術分野におけるイヴァン・マルチュク記念州賞（ウクライナ語: обласної премії імені Івана Марчука）を創設する案を支持した。

## 80歳の誕生日
イヴァン・マルチュクの生誕80周年を記念して、ウクルポシュタ（ウクライナの郵便事業体）は、絵画「私に本当のことを言ってください」を描いた封筒と切手を発行しました。2016年5月12日には、キーウ中央郵便局で、芸術家本人の臨席のもと、記念切手の消印式典が盛大に執り行われました。

### 回顧展
この記念すべき年は、国立文化芸術博物館複合施設「ミステツキー・アルセナル」で開催された回顧展「イヴァン・マルチュク。自由の遺伝子型」で幕を開けました。しかし、展示された150点もの絵画は、彼の作品を心待ちにしていた愛好家たちに見せることができたであろう作品のごく一部に過ぎません。

### 故郷での誕生日
2016年5月には、彼の故郷の村で、招待客を迎えて巨匠の80歳の誕生日が祝われました。この祝賀行事には、マルチュクは娘のボフダナを伴って訪れました。ボフダナが父親の故郷を訪れたのはこの時が初めてでした。

### オデーサ美術館での展覧会
2016年5月18日15時、オデーサ美術館の展示ホールで、ウクライナ絵画の伝説的画家イヴァン・マルチュクの展覧会「自由の遺伝子型」が開幕しました。展示には、彼の幅広い創作活動を示す11の連作のうち6つの連作から、約100点の絵画が出品されました。その内容は、哲学的な深みのある「わが魂の声」から、洗練された静物画や魅惑的な風景画、そして高貴で繊細な抽象画「白い惑星I」、「白い惑星II」、色彩豊かで調和のとれたシュルレアリスム「無限へのまなざし」まで多岐にわたりました。展示された作品の大部分は、近年ではリトアニア（ヴィリニュス）、ドイツ（ベルリン、ミュンヘン）、ポーランド（ワルシャワ、クラクフ）といったヨーロッパ諸国でのみ展示されており、ヨーロッパの観客を驚かせ、魅了しました。

## 紙幣と切手

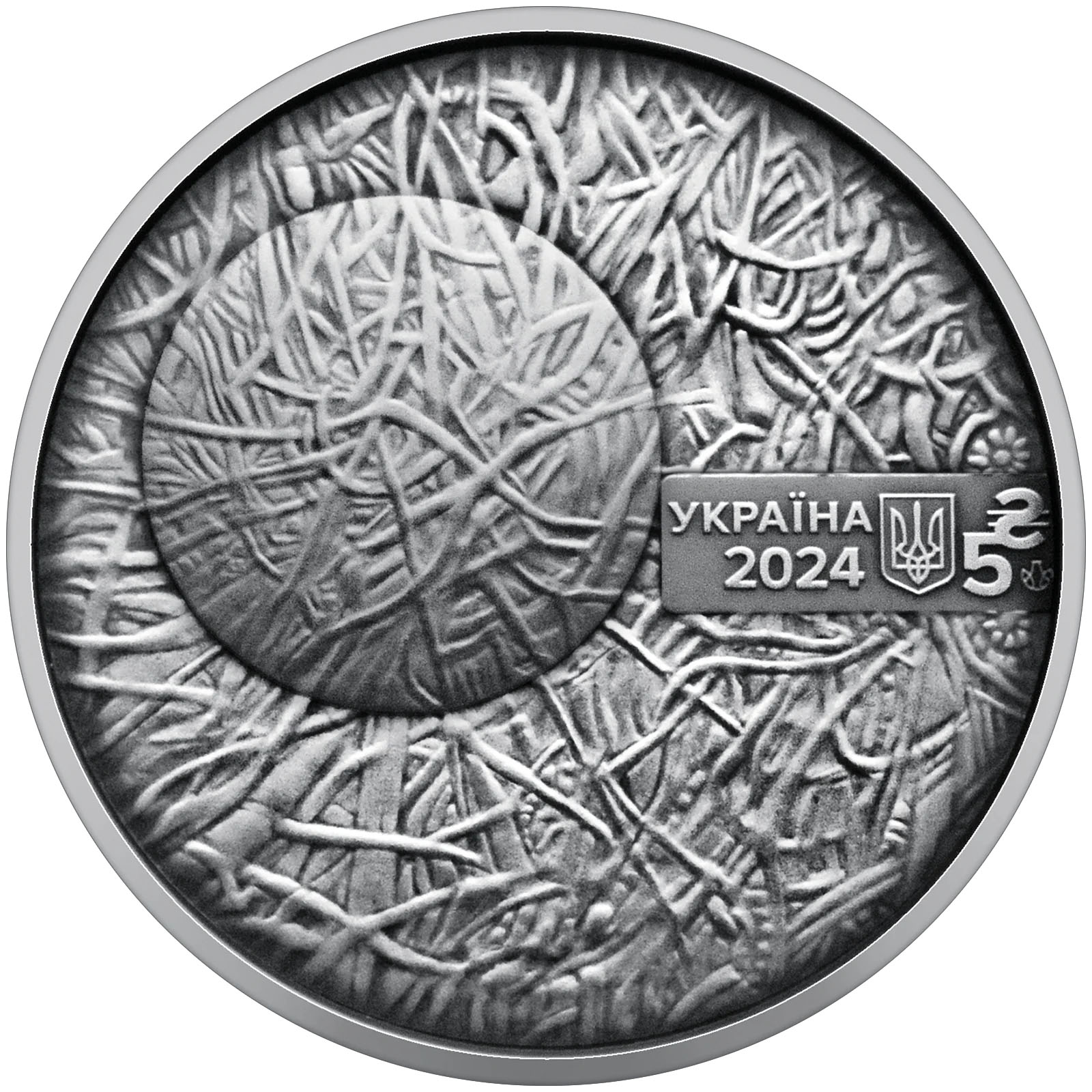
ウクライナ国立銀行発行の5フリヴニャ記念硬貨「Пльонтанізм (イヴァン・マルチュク)」（表） (2024年)
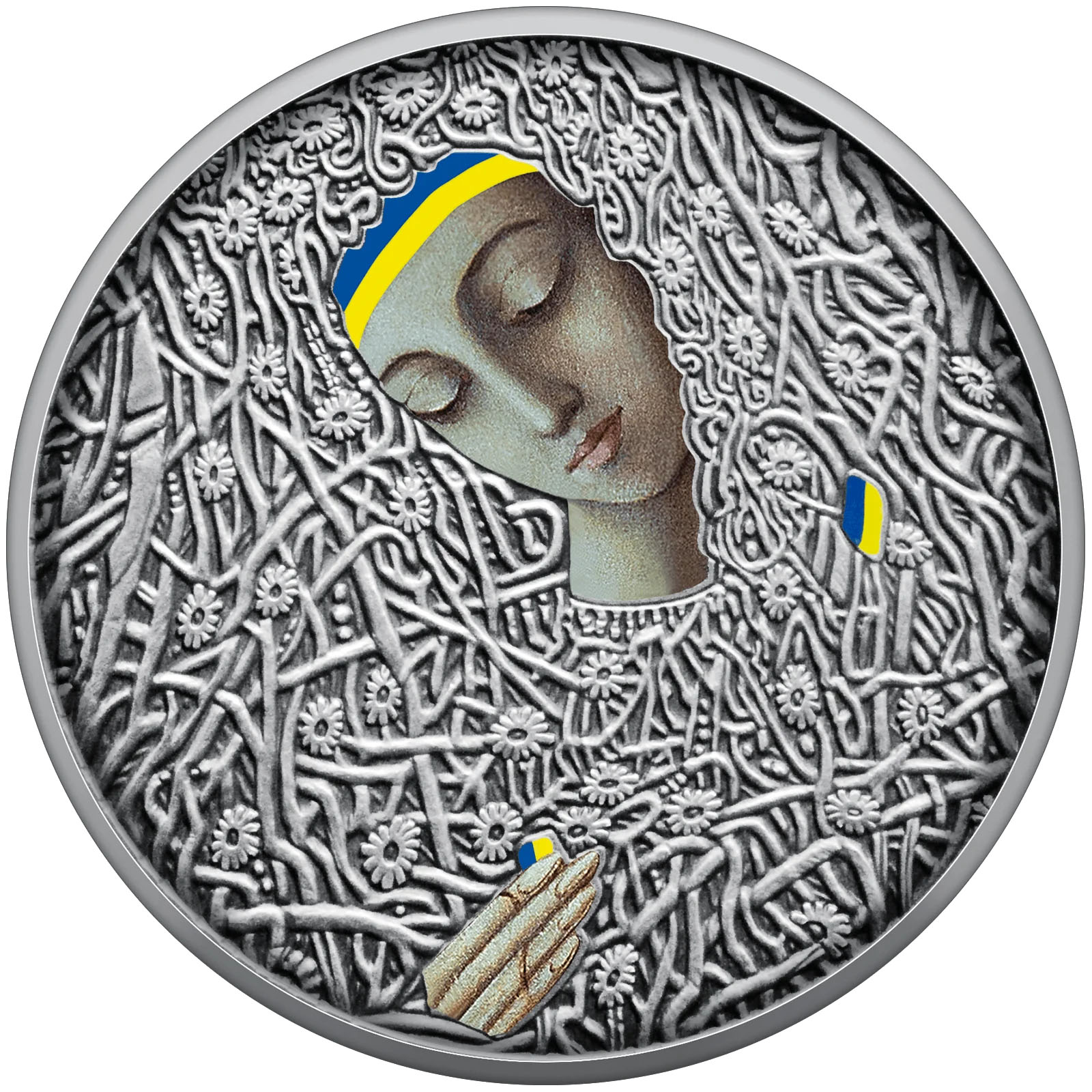
ウクライナ国立銀行発行の5フリヴニャ記念硬貨「Пльонтанізм (イヴァン・マルチュク)」 (裏) (2024年)
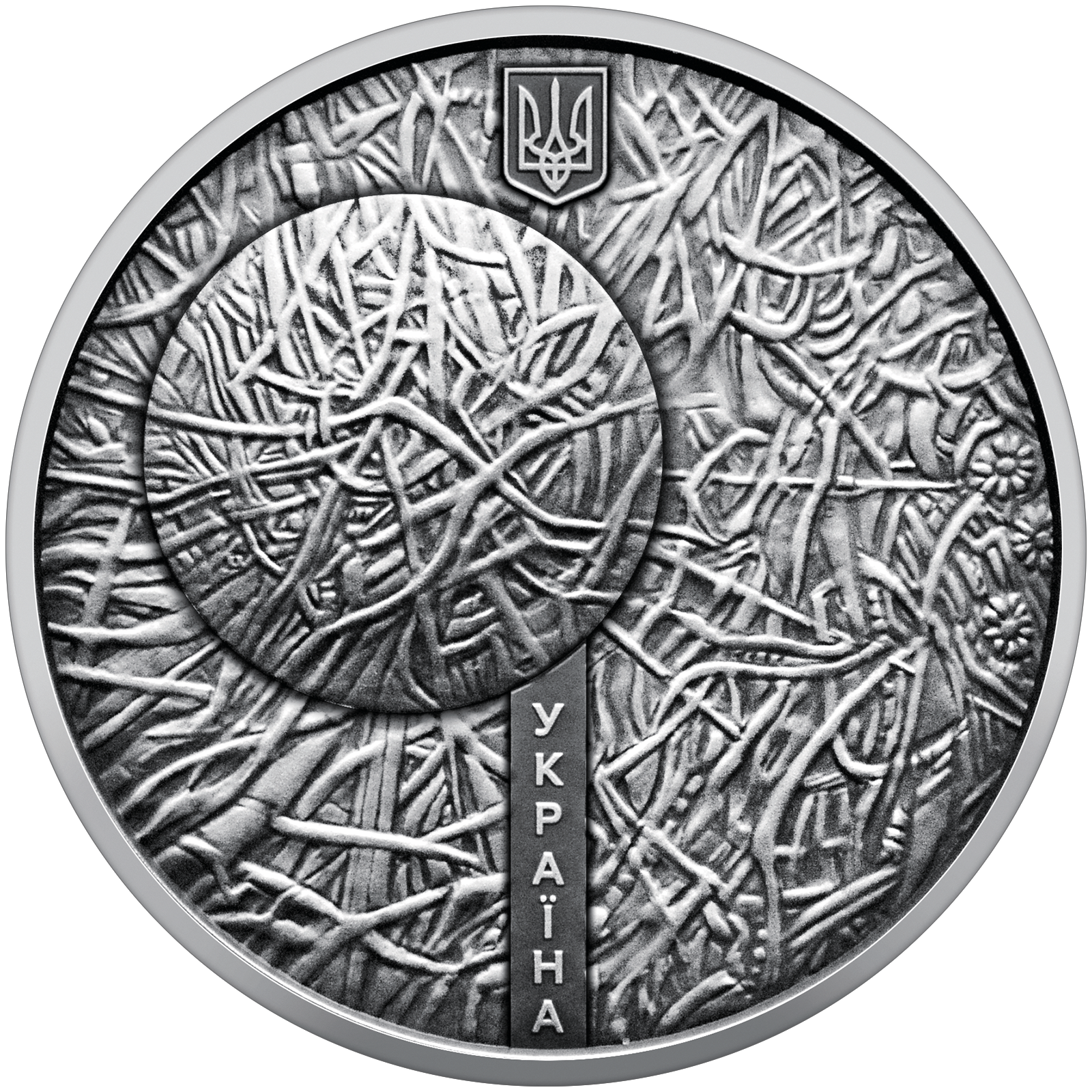
ウクライナ国立銀行発行の10フリヴニャ記念銀貨「Пльонтанізм (イヴァン・マルチュク)」（表） (2024年)
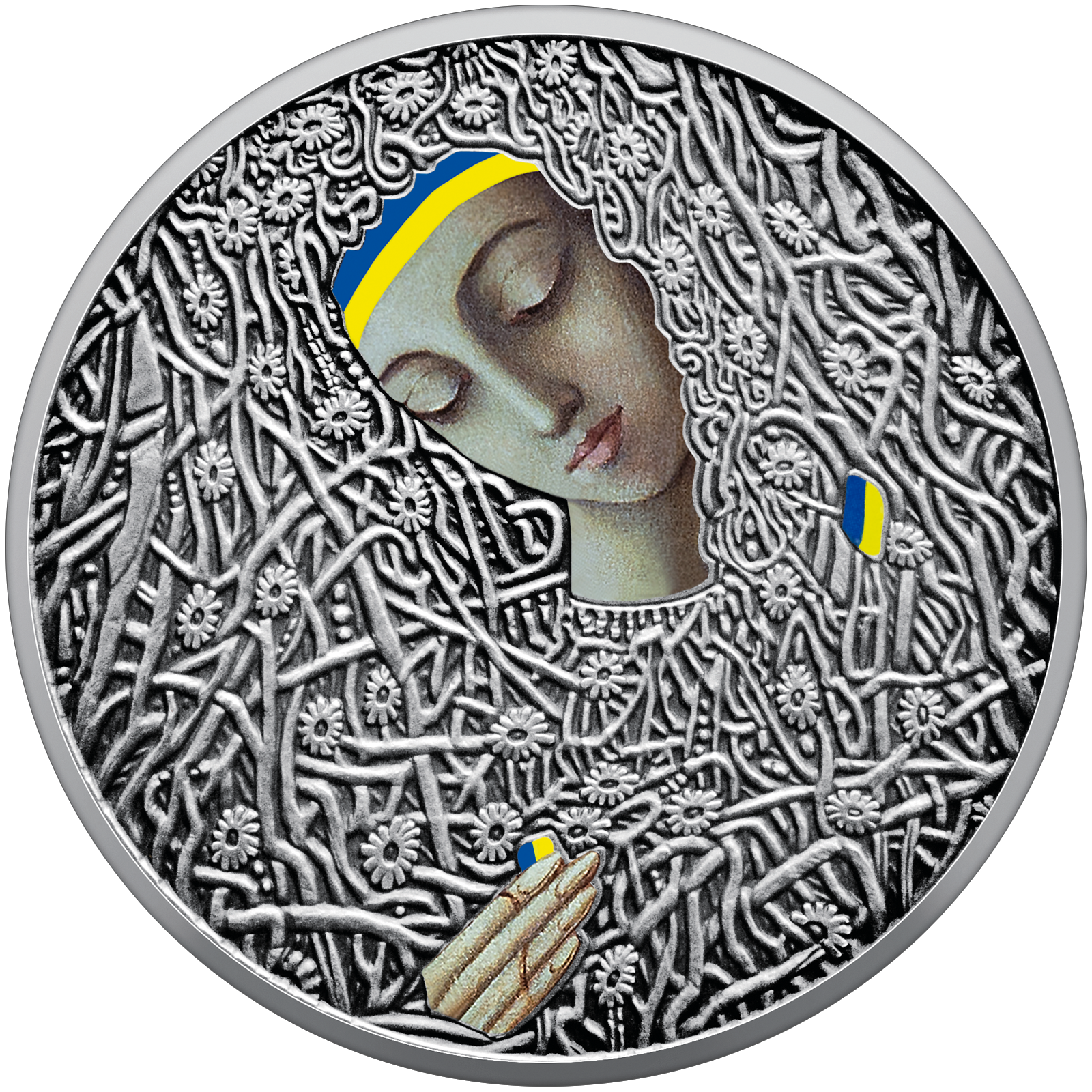
ウクライナ国立銀行発行の10フリヴニャ記念銀貨「Пльонтанізм (イヴァン・マルチュク)」 (裏) (2024年)
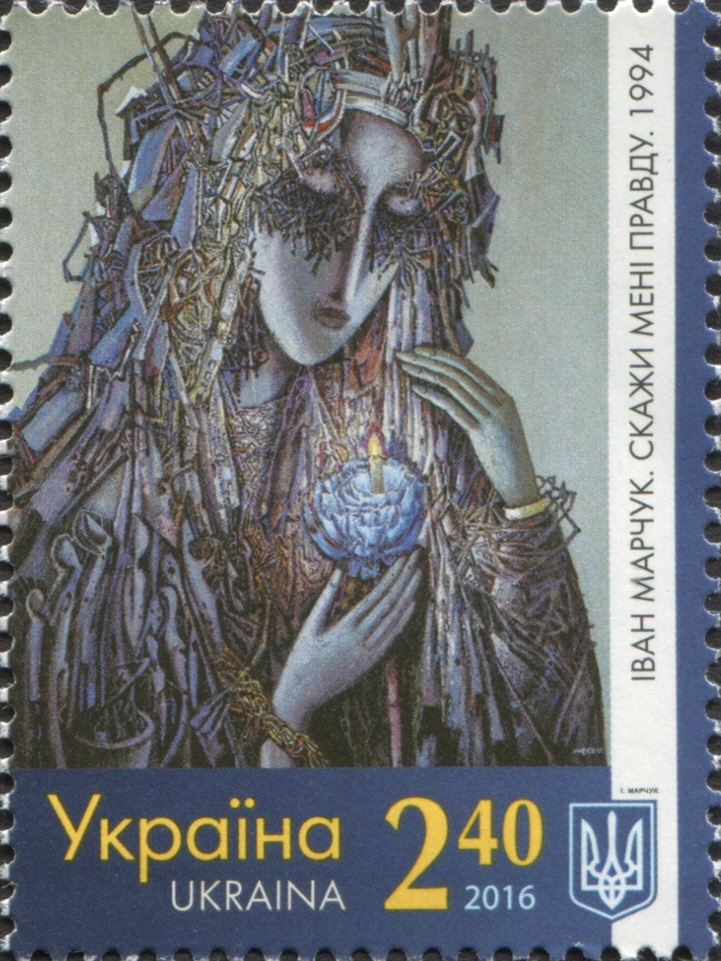
ウクライナの切手「イヴァン・マルチュク『私に本当のことを言ってください』1994年」（2016年）

## 興味深い事実
イヴァン・マルチュクの絵画「誘惑の園」（1996年）は、研究調査歴史プロジェクト「ローカル・ヒストリー」が作成した「ウクライナ人画家の最も高価な絵画6点」のランキングで5位にランクインしました（2022年）。この絵画は2022年にゴールデンズのオークションで12万ドルで落札され、その資金はウクライナ軍のニーズに充てられました。
彼はしばしば、様々な肉体的および精神的な鍛錬を試み、ヨガや瞑想を行い、明確な睡眠と食事の習慣を持っていました。

## 私生活
父親のステパン・マルチュクは織物職人でした。
画家には3人の姉妹がいます。

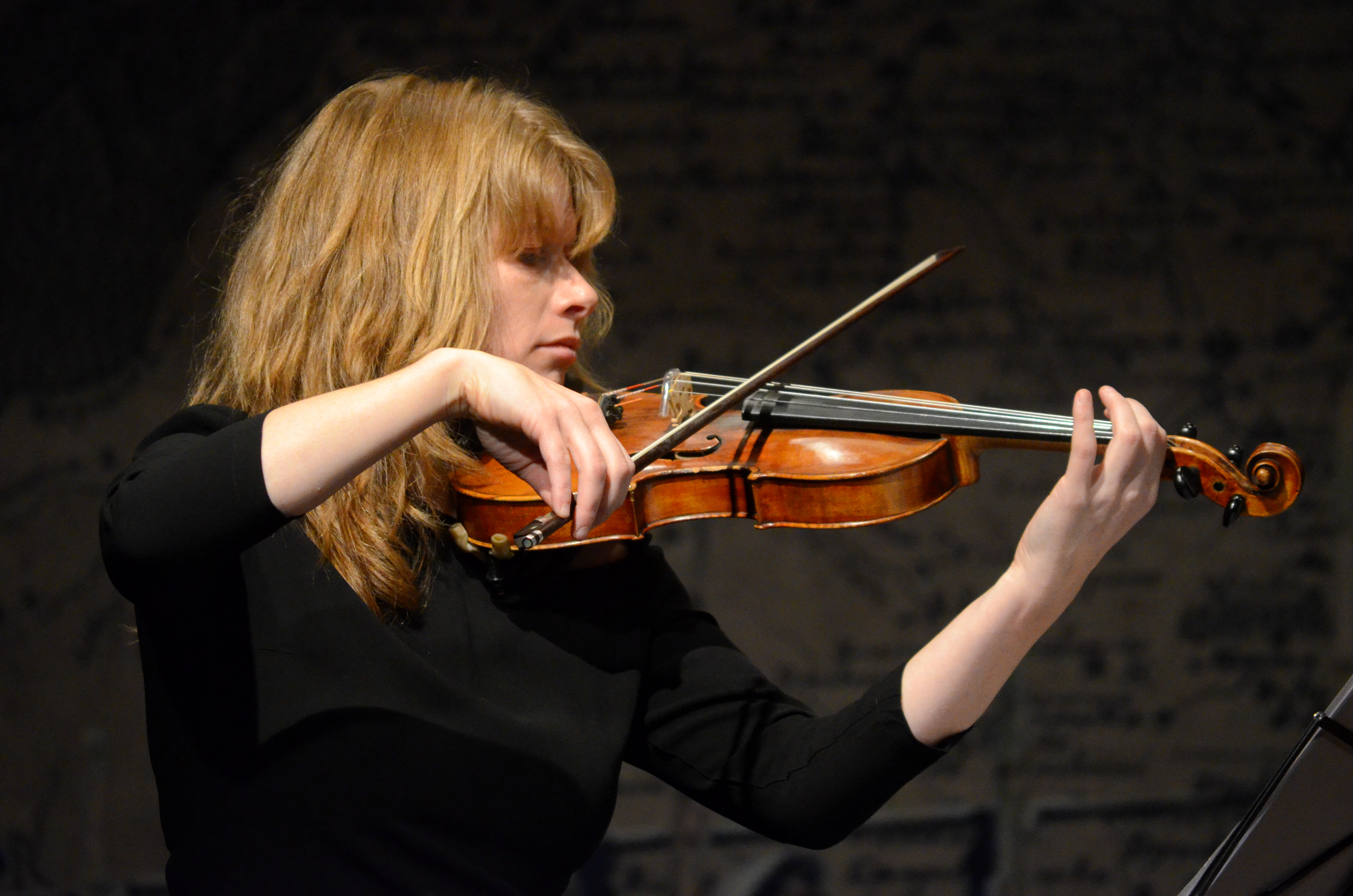
画家の娘、ボフダナ・ピウネンコ
2015年

学生時代に一度結婚しましたが、3ヶ月後に離婚しました。
1977年1月27日、ハルキウで画家の娘、ボフダナ・ピウネンコ（ヴァイオリニスト、ウクライナ人民芸術家）が生まれました。彼女の母親は、美術史家でハルキウ国立デザイン・芸術アカデミーの教師であるアラ・ピウネンコです。
2006年12月7日、画家には孫が生まれました。ボフダナとビジネスマンで政治家のヴォロディーミル・シュルガの間に息子、ボフダン・シュルガが誕生したのです。

### 単行本
- Іван Марчук: Альбом-каталог. — К. : ТОВ «Атлант ЮЕмСі», 2004. — 519 с. — ISBN 966-95919-7-X. （ウクライナ語） （英語）
- Іван Марчук. Творчий період 1965—2005: [Альбом]. — К. : ТОВ «Атлант ЮЕмСі», 2005. — 28 с. （ウクライナ語） （英語）
- Іван Марчук. Дорога додому: Альбом. — К. : ТОВ «Атлант ЮЕмСі», 2008. — [135] с. — ISBN 978-966-8968-22-8. （ウクライナ語） （英語）
- Климчук О. «Я єсьмь…» (Іван Марчук): Есей-біографія. — К. : Український письменник, 2013. — 584 с. — ISBN 978-966-579-336-6（ウクライナ語）
- Іван Марчук. Вчора, сьогодні…, завжди. Каталог (передмова Т. Стрипко). — К.: Фенікс, 2016. — 112 с. — ISBN 978966-2374-48-3. (укр.) (англ)
- Ivan Marchuk. Allgemeines Künstlerlexikon Archived 14 October 2018[Date mismatch] at the Wayback Machine., Band 87, Berlin De Gruyter, 2015. — Р. 171.

### 記事
Template:2 стовпці
- ボンダレンコ・S. 画家イヴァン・マルチュク：「アメリカは私を待ってくれるだろう」 // キエフスキー・ヴェドモスチ. — 2003. — 14 января.;— С. 9.
- Бушак С. 「月夜」 // ウリャドヴィー・クリエル. — 2003. — 18 січ. — С. 8.
- Бушак С. イヴァン・マルチュクの茨の道：画家の作品分析 // Лан. Ланівеччина творча: Літ.-мистец. альманах / Ред.-упоряд. С. Буняк. — Тернопіль, 2001. — С. 182—191.
- ハマニナ・N. まずアメリカがイヴァン・マルチュクを認め、その後ウクライナが認めた // ロビトニチャ・ガゼタ. — 2000. — 28 листопада. — С. 8.
- フナテンコ・M. 逆境を乗り越えての成功 Archived 11 October 2016[Date mismatch] at the Wayback Machine. / マリーナ・フナテンコ // ウクライナの週刊誌. — № 34 (199). — 2011. — 19 серпня.
- Голуб Олена. イヴァン・マルチュク — 街、思想、記憶を旅する画家 // Час/Time. — 1996. — 18 жовтня.
- Иван Марчук: «Картины мои столько пережили! Они заслужили, чтобы их увидели люди…»: В Киеве открыта мастерская-музей народного художника Украины // Факты. — 2004. — 29 апреля. — С. 10. （ロシア語）
- Иван Марчук: «Свой первый в жизни костюм я купил лишь недавно…»: [В столичной галерее искусств открыта выставка художника «Сонце в зеніті»] // Факты. — 2004. — 21 июля. — С. 9. （ロシア語）
- イヴァン・マルチュク：「この地では、まともな才能は決して芽を出さなかった。なぜなら、国家がその墓場だからだ」Template:Недоступне посилання // ホロス・ウクライニ. — 2011. — № 84 (5084). — 12 травня. — С. 8—9.
- И